# Чуровичская волость
Чуровичская волость — административно-территориальная единица в составе Новозыбковского уезда, существовавшая в 1923—1929 годах.
Центр — посад (ныне село) Чуровичи.

## История
Волость была образована путём слияния Куршановичской волости, частей Малощербиничской и Новоропской волостей Новозыбковского уезда и Староюрковичской волости Гомельского уезда, переданной в Новозыбковский уезд.
В 1929 году, с введением районного деления, волость была упразднена, а на её территориальной основе был сформирован Чуровичский район Клинцовского округа Западной области (в 1932-1944 и с 1956 года – упразднён; ныне его территория бо́льшей частью находится в составе Климовского района Брянской области).

## Административное деление
По состоянию на 1 января 1928 года, Чуровичская волость включала в себя следующие сельсоветы: Азаричский, Бровничский, Вишневский, Гладковский, Ивановский, Каменскохуторской, Кирилловский, Кожановский, Крапивенский, Куршановичский, Нововаринский, Новоюрковичский, Петровогутский, Серовский, Соловьевский, Староюрковичский, Сушанский, Фоевичский, Хороменский, Чаусовский, Чолховский, Чуровичский, Шумиловский, Ясеновский.